# Monterrey-palota
A Monterrey-palota (spanyolul Palacio de Monterrey) a spanyolországi Salamanca egyik 16. századi műemléke.

## Története
A palota építését Monterrey 3. grófja, Alonso de Zúñiga y Acevedo Fonseca rendelte el, a munkálatok 1539. január 18-án kezdődtek el. Terveit Rodrigo Gil de Hontañón és Martín de Santiago készítette. Eredetileg egy négyzet alaprajzú, belső udvarral és négy saroktoronnyal rendelkező hatalmas épületet kívántak felépíteni, ám pénzhiány miatt csak az egyik, a déli negyede készült el. Miután a család egyik későbbi leszármazottja, Catalina de Haro a 17. században férjhez ment az Alba-ház 10. hercegéhez, a ház az Albáké lett, és az ő tulajdonukban áll a mai napig. 1929-ben nemzeti műemlékké nyilvánították. Felső szinti galériája a 20. század közepéig nyitott volt, ám ekkor zárttá építették át.
Úgy tartják, ez a palota számos 19. és 20. századi spanyol és latin-amerikai palota építészeti terveire volt hatással, például a palenciai képviselőpalotáéira, a sevillai régészeti múzeuméira és a valladolidi lovasakadémiáéira.

## Leírás
A nyugat-keleti irányban elnyúló, hosszú téglalap alakú, platereszk stílusú, nagyrészt villamayori homokkőből épült palota Salamanca történelmi belvárosában található, a Monterrey tér délnyugati sarkában, az Agustinas tér északi oldalán. Keleti végén és közepétől kissé nyugatra két torony emelkedik, a keleti torony sarkain díszítőelemként az építtető gróf címere van kőből kifaragva.
Az épületet 2018-ban tették látogathatóvá a nagyközönség számára, benne többek között az Alba Alapítvány képgyűjteményének egy része tekinthető meg, például a központi szalonban Jusepe de Ribera két, 1982-ben restaurált tájképe (az alkotótól más tájkép-vászonfestmény nem is ismert), illetve Juan Carreño de Miranda Szent Teréz-arcképe vagy éppen Alonso Sánchez Coello 1567-es festménye, amely Alba nagyhercegét ábrázolja. Figyelmet érdemel az ebédlő színes, mudéjar stílusú mennyezete (amely egy guadalajarai kolostorból származik), két 17. századi flamand gobelin, illetve egy Talavera-csempés fürdő.

## Képek

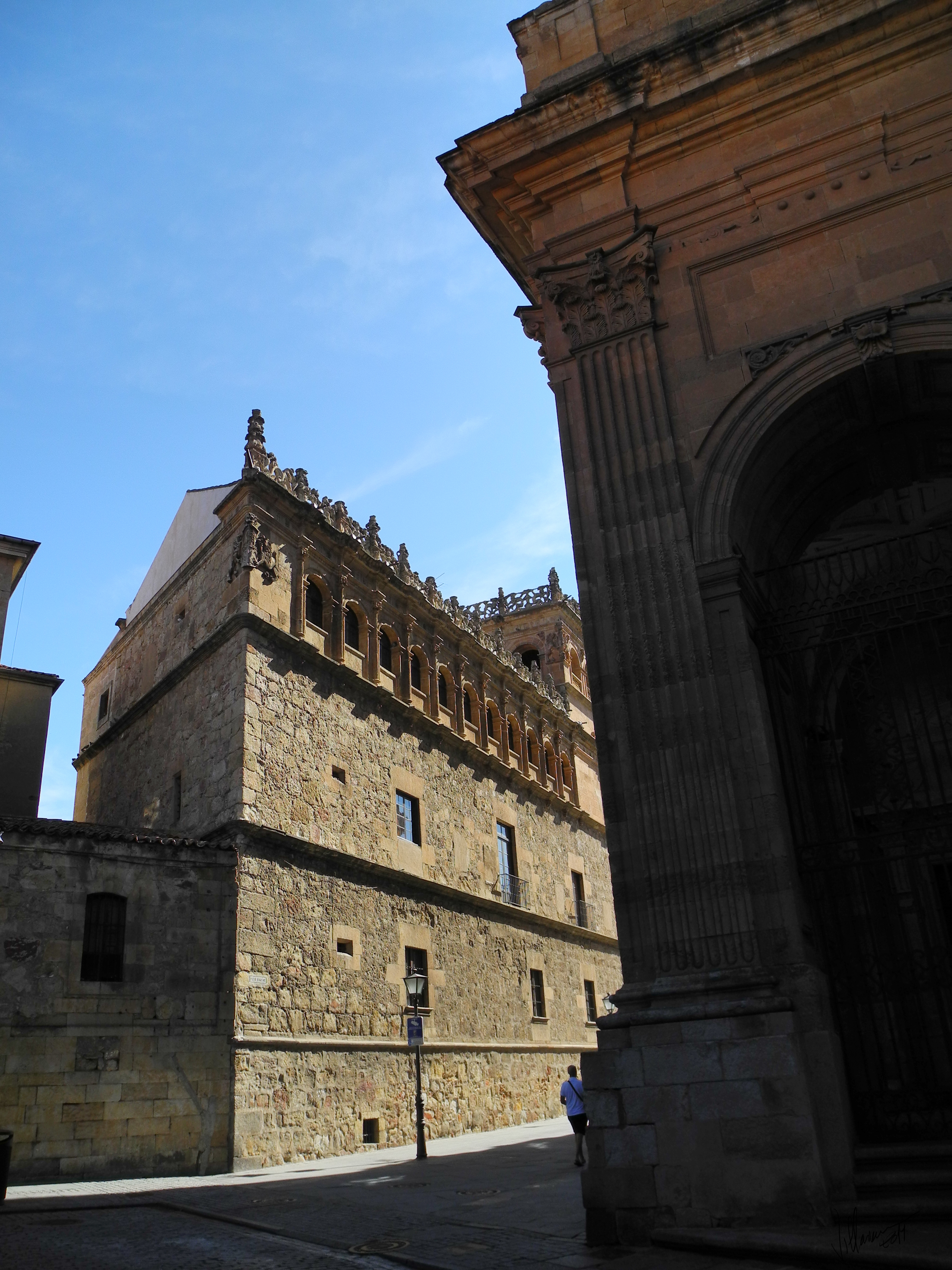
A palota sarka
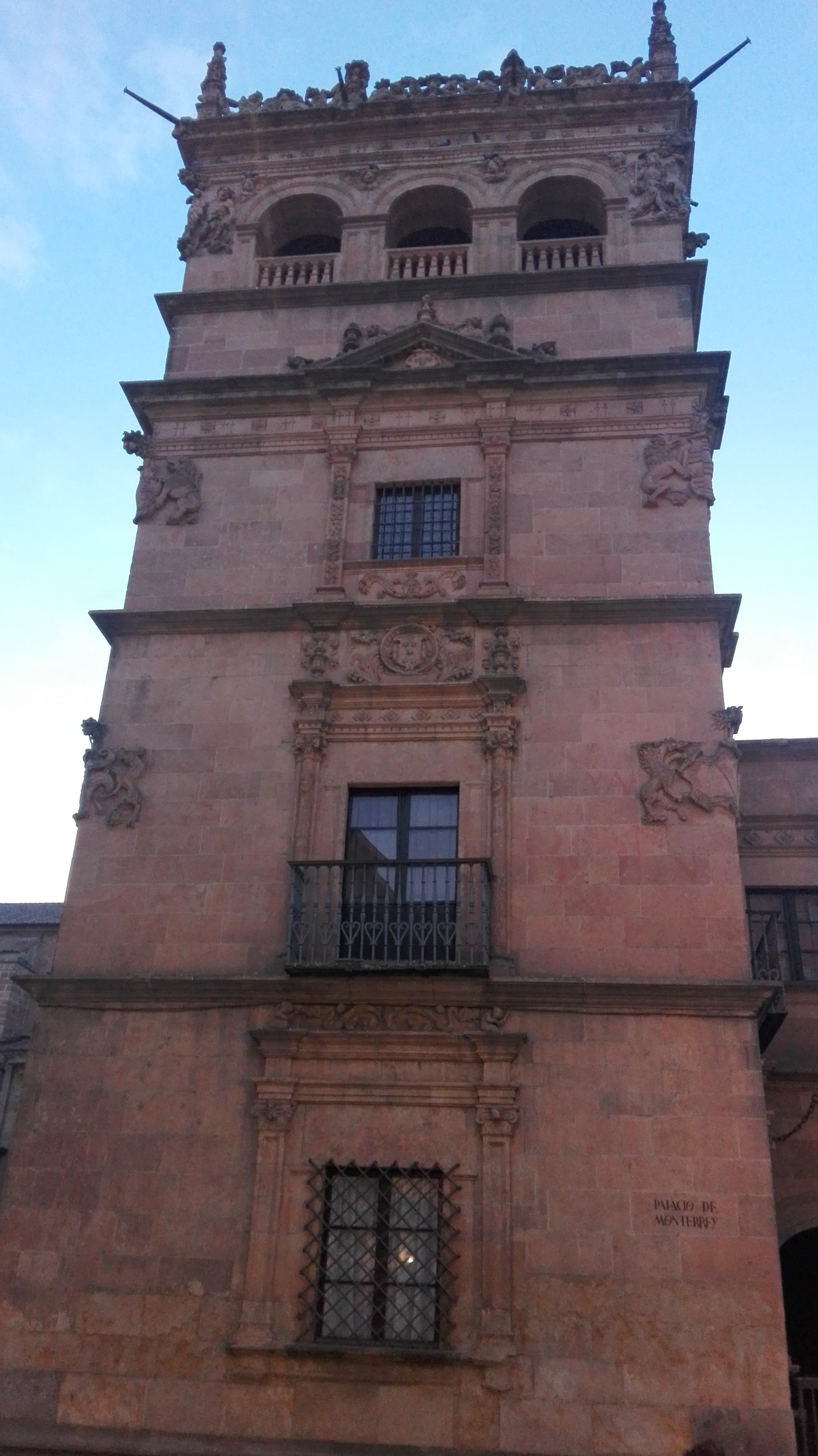
Tornya
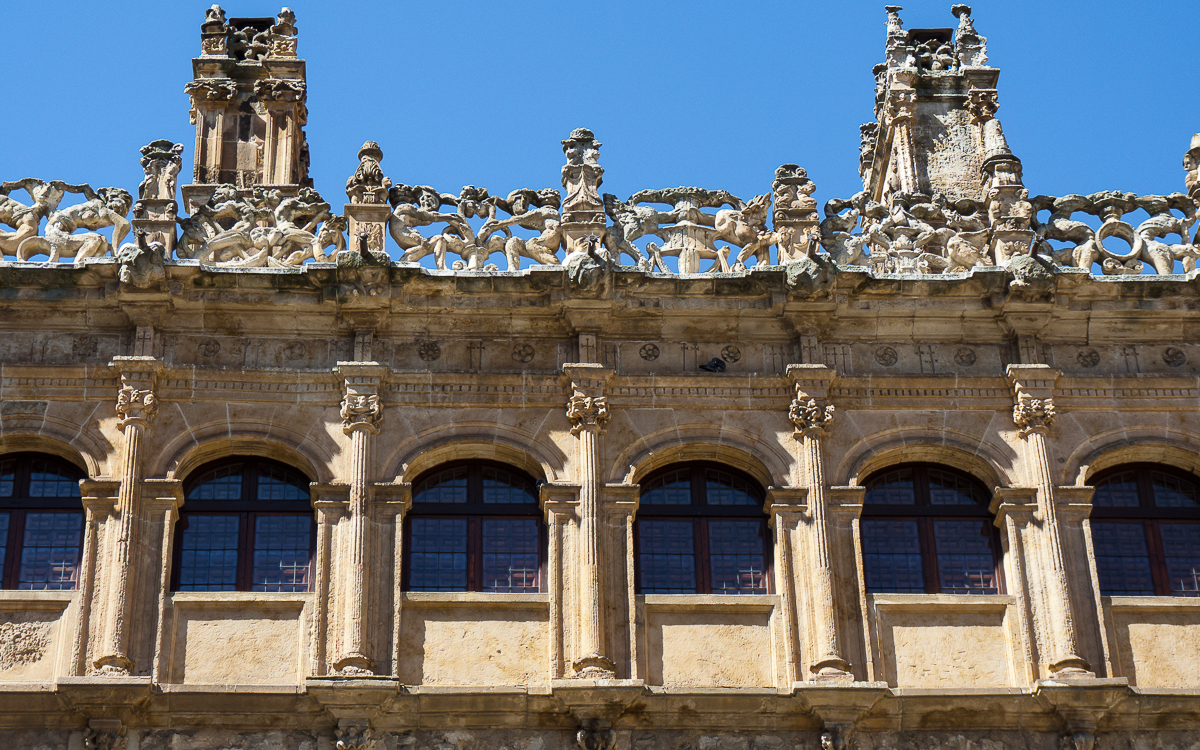
Részlet
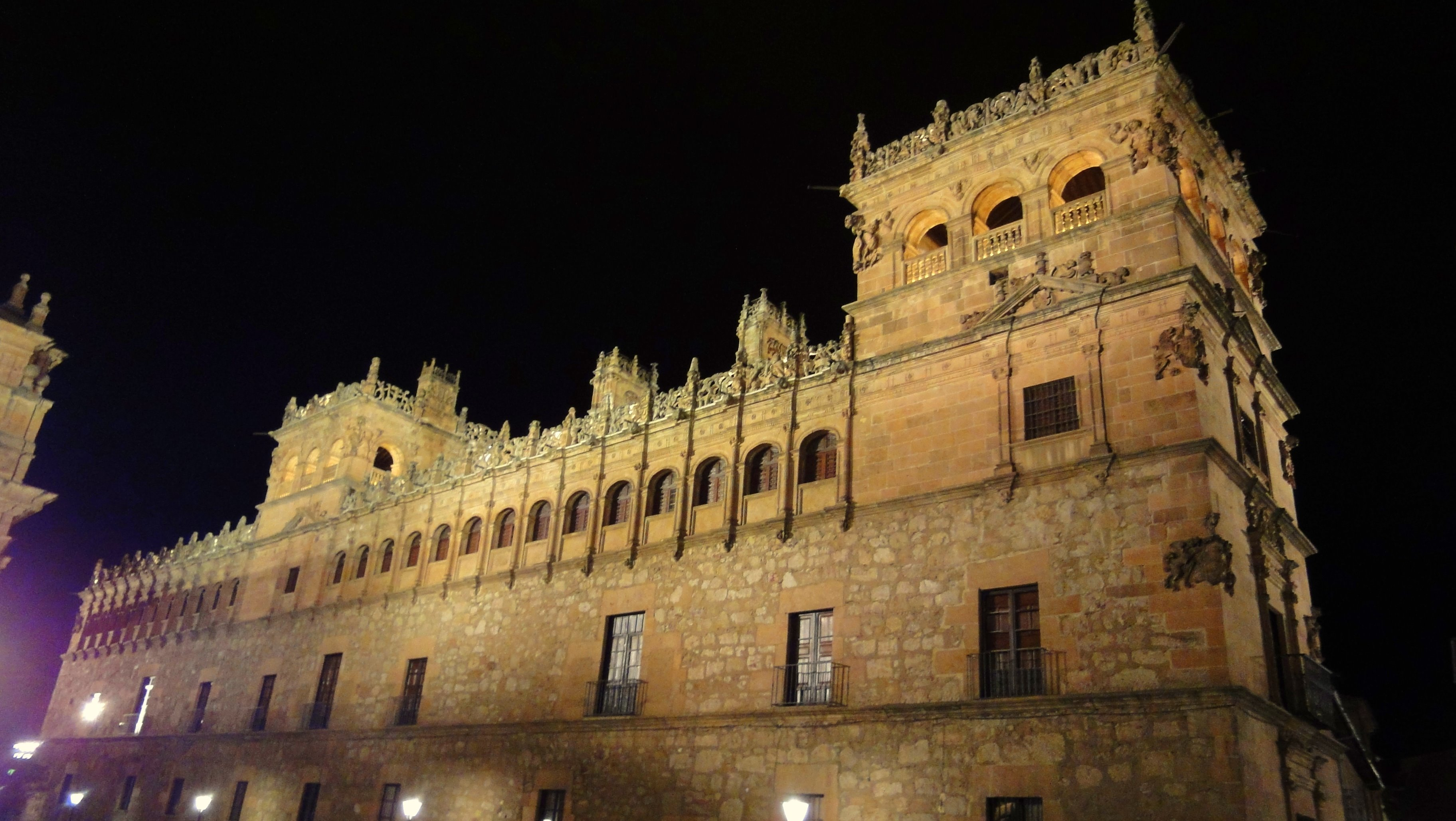
Éjjel, kivilágítva